# Harold Pinter
Harold Pinter (født 10. oktober 1930, død 24. december 2008) var en engelsk forfatter og dramatiker.

## Forfatterskab
Pinter voksede op i en jødisk familie i krigstidens England og mærkede godt antisemitismen. Pinter var uddannet som skuespiller og arbejdede ved scenen frem til sit gennembrud som dramatiker i starten af 1960'erne. Han slap aldrig helt faget, da han gennem hele sin karriere fungerede som instruktør, især af sine egne stykker.
Han var mest kendt for sine teaterstykker, der tilhører genren absurd teater og gør ham til en arvtager efter Samuel Beckett.
Hans gennembrud var med Fødselsdagsselskabet fra 1958. Blandt hans mest kendte værker er Hjemkomsten fra 1964. Betrayal (Bedraget) fra 1978 blev en skandalesucces, fordi stykket bygger på Pinters utroskabsaffære, da han havde en affære med Joan Bakewell, mens han var gift med Vivien Merchant. Stykket fortæller om affæren set fra den bedragne ægtemands synsvinkel, fortalt i omvendt rækkefølge, så det åbner med affærens slut, og bevæger sig bagud i tid. Dette kunstgreb er senere benyttet i en række spillefilm, men stammer fra Pinter.
Pinter nåede at skrive 32 skuespil og flere postmoderne romaner. Han skrev drejebøger til film og tv-serier, og huskes for The Servant med Dirk Bogarde fra 1963 og The Go Between med Julie Christie fra 1969. I Danmark er især Den franske løjtnants kvinde med Meryl Streep fra 1981 kendt. Senest skrev han filmen Sleuth fra 2007 med Jude Law og Michael Caine på rollelisten.
Pinter optrådte også på den politiske scene som debattør. I 1970'erne markerede han sig som venstrefløjens talerør. I 1980'erne virkede han sammen med sin amerikanske kollega Arthur Miller som forkæmper for bl.a. de politiske rettigheder for folkeslag i Tyrkiet.
Pinters eneste roman, The Dwarfs, siges at være lige så lun og dobbeltbundet som Klaus Rifbjergs Arkivet. I 1980 giftede han sig med forfatterinden Antonia Fraser. Han sagde nej til at blive adlet i 1996, men lod sig udnævne til Companion of Honour i 2002. Senere fik han konstateret kræft i spiserøret, men fortsatte sit virke som debattør.
I 1981 var Pinter Oscar-nomineret for manuskriptet til Den franske løjtnants kvinde. Han efterlod et aldrig realiseret manuskript til en film efter Marcel Prousts På sporet af den tabte tid. Pinter var videre Oscar-nominteret i 1984, da han bearbejdede Betrayal for film. I 2005 modtog han Nobelprisen i litteratur, hvor han ukonventionelt gjorde betragtninger over invasionen i Irak, som han betegnede som banditagtig og et klart eksempel på statsterrorisme. Han argumenterede for en rigsretssag mod Tony Blair, fordi denne på falskt grundlag involverede England i krigen i Irak.

## Udvalgt bibliografi
- Rummet (1957)
- Køkkenelevatoren (1957)
- Fødselsdagsselskabet (1958)
- Viceværten (1959)
- En tur i byen (1959)
- Dværgene (1960)
- Elskeren (1962)
- Gamle dage (1970)
- Ingenmandsland (1974)
- Bedrag (1978)
- Victoria Station (1982)
- Måneskin (1993)

## Film
- Den franske løjtnants kvinde (1981)
- Sleuth (2007)